# Gyda Westvold Hansen
Gyda Westvold Hansen (Trondheim, 20 aprile 2002) è una combinatista nordica norvegese, campionessa del mondo nel trampolino normale a Oberstdorf 2021 e a Planica 2023 e vincitrice della Coppa del Mondo nel 2022 e nel 2023.

## Biografia

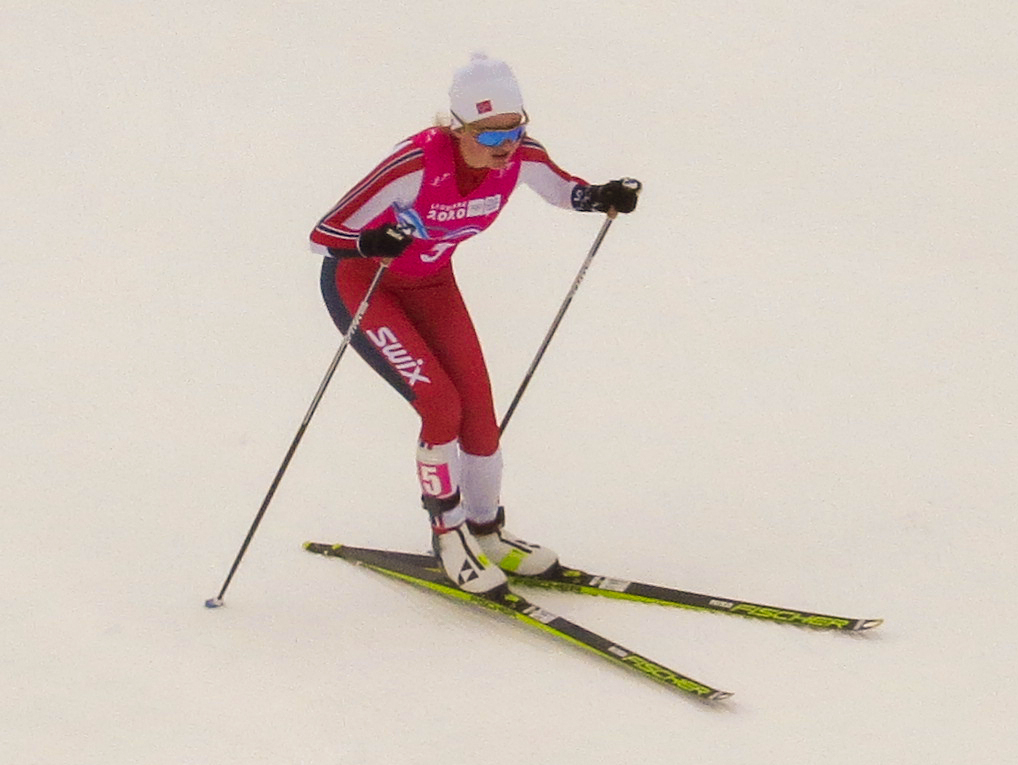
Gyda Westvold Hansen in gara ai III Giochi olimpici giovanili invernali di Losanna 2020

Attiva in gare FIS dal settembre del 2015, in Coppa Continentale la Westvold Hansen ha esordito il 20 gennaio 2018 a Rena (7ª), ha ottenuto il primo podio il 14 dicembre dello stesso anno a Steamboat Springs (2ª) e la prima vittoria il 20 dicembre successivo allo Utah Olympic Park. Ai Mondiali juniores di Lahti 2019 ha vinto la medaglia d'argento nella gara individuale; l'anno dopo nella rassegna iridata giovanile di Oberwiesenthal 2020 ha conquistato la medaglia d'oro nella gara a squadre mista e nuovamente quella d'argento nella gara individuale.
Ha esordito in Coppa del Mondo nella gara inaugurale del circuito femminile, disputata il 18 dicembre 2020 a Ramsau am Dachstein, conquistando subito il primo podio (2ª); ai successivi Mondiali juniores di Lahti/Vuokatti 2021 ha vinto la medaglia d'oro sia nella gara individuale, sia nella gara a squadre mista. Nella gara di debutto della combinata nordica femminile in una rassegna iridata, a Oberstdorf 2021, si è laureata campionessa mondiale; il 3 dicembre dello stesso anno ha conquistato a Lillehammer la prima vittoria in Coppa del Mondo e al termine di quella stagione 2021-2022 ha vinto la Coppa del Mondo, così come nella successiva stagione 2022-2023. Ai Mondiali di Planica 2023 ha vinto la medaglia d'oro nella gara individuale e nella gara a squadre mista e a quelli di Trondheim 2025 ha conquistato la medaglia d'oro nella gara individuale e nella gara a squadre mista e quella d'argento nella partenza in linea.

## Palmarès

### Mondiali
- 6 medaglie:
  - 5 ori (trampolino normale a Oberstdorf 2021; trampolino normale, gara a squadre mista a Planica 2023; trampolino normale, gara a squadre mista a Trondheim 2025)
  - 1 argento (partenza in linea a Trondheim 2025)

### Mondiali juniores
- 5 medaglie:
  - 3 ori (gara a squadre mista a Oberwiesenthal 2020; individuale, gara a squadre mista a Lahti/Vuokatti 2021)
  - 2 argenti (individuale a Lahti 2019; individuale a Oberwiesenthal 2020)

### Coppa del Mondo
- Vincitrice della Coppa del Mondo nel 2022 e nel 2023
- 43 podi (40 individuali, 3 a squadre):
  - 26 vittorie (23 individuali, 3 a squadre)
  - 9 secondi posti (individuali)
  - 8 terzi posti (individuali)

#### Coppa del Mondo - vittorie
| Data             | Località                | Nazione  | Trampolino                  | Spec.                                                                                 |
| ---------------- | ----------------------- | -------- | --------------------------- | ------------------------------------------------------------------------------------- |
| 3 dicembre 2021  | Lillehammer             | Norvegia | Lysgårdsbakken HS98         | IN NH/5 km                                                                            |
| 4 dicembre 2021  | Lillehammer             | Norvegia | Lysgårdsbakken HS98         | IN NH/5 km                                                                            |
| 11 dicembre 2021 | Otepää                  | Estonia  | Tehvandi HS97               | MS NH/5 km                                                                            |
| 12 dicembre 2021 | Otepää                  | Estonia  | Tehvandi HS97               | IN NH/5 km                                                                            |
| 17 dicembre 2021 | Ramsau am Dachstein     | Austria  | W90-Mattensprunganlage HS98 | IN NH/5 km                                                                            |
| 7 gennaio 2022   | Val di Fiemme           | Italia   | Giuseppe Dal Ben HS104      | T SP NH/2x5 km + 2x2,5 km (con Jens Lurås Oftebro, Mari Leinan Lund e Jørgen Graabak) |
| 8 gennaio 2022   | Val di Fiemme           | Italia   | Giuseppe Dal Ben HS104      | MS NH/5 km                                                                            |
| 13 marzo 2022    | Schonach im Schwarzwald | Germania | Langenwaldschanze HS106     | IN NH/5 km                                                                            |
| 2 dicembre 2022  | Lillehammer             | Norvegia | Lysgårdsbakken HS100        | IN NH/5 km                                                                            |
| 3 dicembre 2022  | Lillehammer             | Norvegia | Lysgårdsbakken HS100        | IN NH/5 km                                                                            |
| 16 dicembre 2022 | Ramsau am Dachstein     | Austria  | W90-Mattensprunganlage HS97 | IN NH/5 km                                                                            |
| 17 dicembre 2022 | Ramsau am Dachstein     | Austria  | W90-Mattensprunganlage HS97 | IN NH/5 km                                                                            |
| 6 gennaio 2023   | Otepää                  | Estonia  | Tehvandi HS97               | T NH/2x2,5 km + 2x5 km (con Jens Lurås Oftebro, Ida Marie Hagen e Jørgen Graabak)     |
| 8 gennaio 2023   | Otepää                  | Estonia  | Tehvandi HS97               | IN NH/5 km                                                                            |
| 27 gennaio 2023  | Seefeld in Tirol        | Austria  | Toni Seelos HS109           | IN NH/5 km                                                                            |
| 28 gennaio 2023  | Seefeld in Tirol        | Austria  | Toni Seelos HS109           | IN NH/5 km                                                                            |
| 11 febbraio 2023 | Schonach im Schwarzwald | Germania | Langenwaldschanze HS100     | IN NH/5 km                                                                            |
| 12 febbraio 2023 | Schonach im Schwarzwald | Germania | Langenwaldschanze HS100     | IN NH/5 km                                                                            |
| 11 marzo 2023    | Oslo                    | Norvegia | Holmenkollen HS106          | IN NH/5 km                                                                            |
| 1º dicembre 2023 | Lillehammer             | Norvegia | Lysgårdsbakken HS98         | IN NH/5 km                                                                            |
| 2 dicembre 2023  | Lillehammer             | Norvegia | Lysgårdsbakken HS98         | IN NH/5 km                                                                            |
| 15 dicembre 2023 | Ramsau am Dachstein     | Austria  | W90-Mattensprunganlage HS98 | IN NH/5 km                                                                            |
| 9 febbraio 2024  | Otepää                  | Estonia  | Tehvandi HS97               | MS NH/5 km                                                                            |
| 16 marzo 2024    | Trondheim               | Norvegia | Granåsen HS100              | T NH/2x2,5 km+2x5 km (con Jens Lurås Oftebro, Ida Marie Hagen e Jørgen Graabak)       |
| 15 marzo 2025    | Oslo                    | Norvegia | Holmenkollen HS134          | IN LH/5 km                                                                            |
| 16 marzo 2025    | Oslo                    | Norvegia | Holmenkollen HS134          | IC LH/5 km                                                                            |

Legenda:

IN = individuale Gundersen

IC = individuale compact

T = gara a squadre

SP = sprint

MS = partenza in linea

NH = trampolino normale

LH = trampolino lungo

### Coppa Continentale
- Miglior piazzamento in classifica generale: 2ª nel 2019 e nel 2021
- 16 podi (15 individuali, 1 a squadre):
  - 6 vittorie (5 individuali, 1 a squadre)
  - 6 secondi posti (individuali)
  - 4 terzi posti (individuali)

#### Coppa Continentale - vittorie
| Data             | Località          | Nazione     | Trampolino                    | Spec.         |
| ---------------- | ----------------- | ----------- | ----------------------------- | ------------- |
| 20 dicembre 2018 | Utah Olympic Park | Stati Uniti | Utah Olympic Park Jumps HS100 | IN NH/5 km    |
| 22 febbraio 2020 | Eisenerz          | Austria     | Erzberg Arena HS109           | T NH/4x2,5 km |
| 23 febbraio 2020 | Eisenerz          | Austria     | Erzberg Arena HS109           | IN NH/5 km    |
| 22 gennaio 2021  | Eisenerz          | Austria     | Erzberg Arena HS109           | IN NH/5 km    |
| 23 gennaio 2021  | Eisenerz          | Austria     | Erzberg Arena HS109           | IN NH/5 km    |
| 24 gennaio 2021  | Eisenerz          | Austria     | Erzberg Arena HS109           | IN NH/5 km    |

Legenda:

IN = individuale Gundersen

T = gara a squadre

NH = trampolino normale